# Petit-Croix
Petit-Croix är en kommun i departementet Territoire de Belfort i regionen Bourgogne-Franche-Comté i östra Frankrike. Kommunen ligger i kantonen Fontaine som tillhör arrondissementet Belfort. År 2022 hade Petit-Croix 305 invånare.

## Befolkningsutveckling
Antalet invånare i kommunen Petit-Croix
| Referens: INSEE |